# Joe List

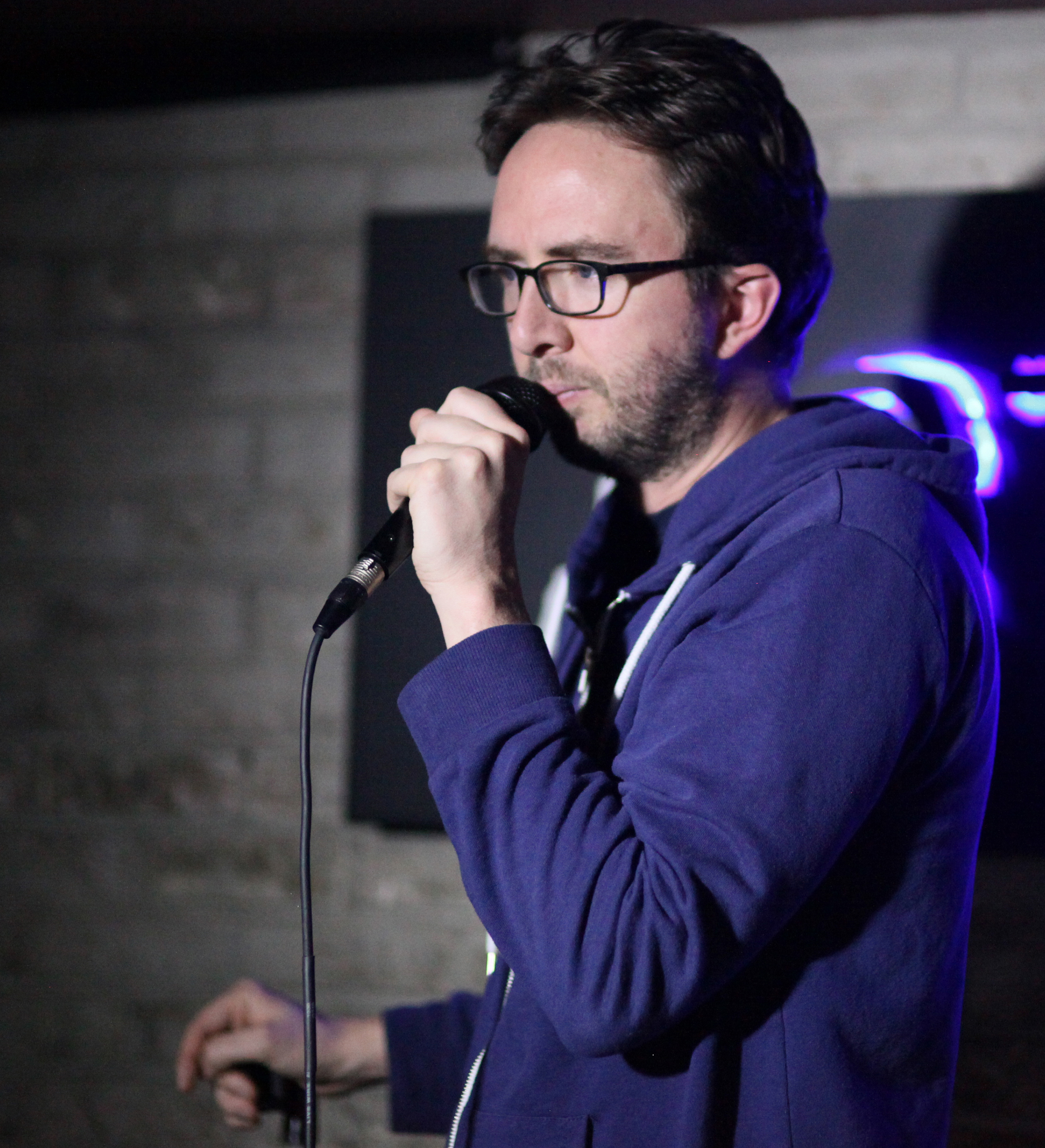
Joe List

Joe List (Whitman, 6 april 1982) is een Amerikaans stand-upcomedian. Hij begon met optreden in 2000 in Boston. Hij treedt op in de Verenigde Staten en was te gast in Conan en The Late Show with David Letterman.
List is medepresentator van een wekelijkse podcast Tuesdays with Stories samen met collega-comedian Mark Normand.
In 2016 toerde List door de Verenigde Staten en Europa als opening voor Louis C.K. tijdens diens internationale tournee.
Hij is regelmatig te zien in de Comedy Cellar in New York en figureerde in 2018 in een aflevering van The Standups van Netflix.
List is getrouwd met Sarah Tollemache, een stand-upcomédienne uit Houston. Ze namen het tegen elkaar op tijdens Jeff Ross presents Roast Battle Season III.